# Leucaloa nudistriga
Leucaloa nudistriga är en fjärilsart som beskrevs av Rothschild 1910. Leucaloa nudistriga ingår i släktet Leucaloa och familjen björnspinnare. Inga underarter finns listade i Catalogue of Life.